# Йёргенсен, Поуль (дирижёр)
Поуль Йёргенсен (дат. Poul Jørgensen; 26 октября 1934 — 2003) — датский дирижёр.
В 1960 году выиграл Безансонский международный конкурс молодых дирижёров. С 1961 года работал в Датском королевском театре, в 1983—1992 гг. возглавлял его оперную часть. Первым заметным успехом Йёргенсена в театре стала постановка «Элегии молодым влюблённым» Ханса Вернера Хенце (1962), в 1965 г. под его управлением прошли трёхмесячные гастроли балетной труппы театра в США и Канаде. Из записей Йоргенсена наиболее известно его участие в постановке балета Игоря Стравинского «Жар-птица» (Датский королевский балет, хореограф Глен Тетли, 1982), неоднократно выпускавшейся в дальнейшем на DVD.
В 1976 года стал первым председателем созданного в Дании согласно Закону о музыке от 10 июня 1976 года Национального совета по музыке (дат. Statens Musikråd) и оставался на этом посту до 1983 года.